# Vran
Vran – masyw górski w Górach Dynarskich. Leży w Bośni i Hercegowinie. Jego najwyższy szczyt Veliki Vran osiąga wysokość 2074 m. Najbliższe miasta to Jablanica i Tomislavgrad.